# Симс (Илиноис)
Симс (енгл. Sims) град је у америчкој савезној држави Илиноис.

## Демографија
По попису из 2010. године број становника је 252, што је 21 (-7,7%) становника мање него 2000. године.
| Група             | 2000.       | 2010.       |
| Белци             | 268 (98,2%) | 249 (98,8%) |
| Афроамериканци    | 4 (1,5%)    | 1 (0,4%)    |
| Азијати           | 1 (0,4%)    | 0 (0,0%)    |
| Хиспаноамериканци | 0 (0,0%)    | 1 (0,4%)    |
| Укупно            | 273         | 252         |